# Північне море (Марс)

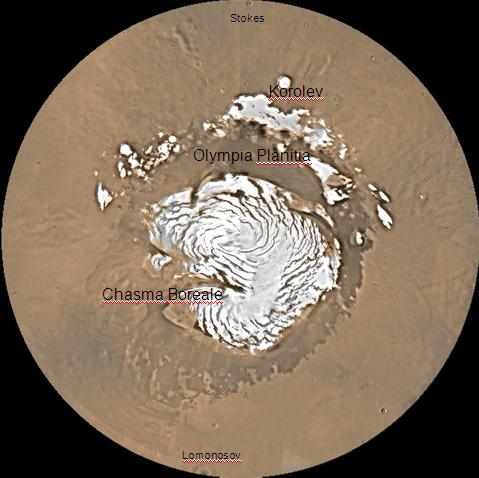
Мапа Північного моря.

Півні́чне мо́ре (лат. Mare Boreum) — марсіанські території на північ від 65° північної широти, включно з полярною льодовиковою шапкою.
Біля полюсу знаходиться Північний розлом, який, за однією із версій, був сформований потоками талої води з льодовикової шапки. За альтернативною точкою зору, розлом був створений холодними вітрами, що дмуть з полюсу.
На території Північного моря знаходиться кілька дуже великих кратерів: Ломоносова, Корольова та Стокса.